# Narodowe Muzeum Sztuki Mołdawii
Narodowe Muzeum Sztuki Mołdawii (rum. Muzeul Național de Artă al Moldovei) – muzeum sztuki w Kiszyniowie w Mołdawii, założone w 1939 roku.

## Historia
Muzeum zostało założone w 1939 roku. Rzeźbiarz Alexandru Plămădeală wyselekcjonował około 160 prac artystów z Besarabii i Rumunii i założył pierwszą pinakotekę w Kiszyniowie, jej kustoszem został Auguste Baillayre. 26 listopada 1939 roku nastąpiło jej oficjalne otwarcie. Na początku II wojny światowej dzieła z galerii przetransportowano dwoma wagonami do Charkowa, zbiory te pozostają zaginione. Galeria Tretiakowska i Ermitaż przekazały część swoich zbiorów na potrzeby muzeum pod koniec 1944 roku, dzięki czemu wznowiono działalność i otworzono wystawy stałe. Jest to jedyna tego typu instytucja w Mołdawii.
Wstęp do muzeum jest płatny.

## Architektura
Muzeum znajdowało się w trzech budynkach w centrum Kiszyniowa, są to: Budynek Liceum Żeńskiego Natalii Dadiani, willa Vladimira Hertzy oraz willa Moisieja Kligmana. Od 1989 roku całość ekspozycji oraz pomieszczenia administracyjne przeniosły się do jednego budynku, tj. budynku liceum przy ul. 31 sierpnia 1989 115. Gmach muzeum to dawne gimnazjum żeńskie z 1901 roku, wybudowane według projektu Aleksandra Bernardazziego. Służyło celom szkolnym do 1939 roku, budynek ucierpiał w wyniku trzęsień ziemi, po II wojnie światowej służył władzom komunistycznym; został przekazany muzeum w 1989 roku. Powierzchnia ekspozycyjna wynosi 3268 m². 

## Zbiory
Kolekcja muzeum obejmuje ponad 39 tys. eksponatów, w tym ikony, prace malarzy z Besarabii, Rosji, Europy Zachodniej, Chin, Indii. Wystawy stałe obejmują sztukę europejską, rosyjską i orientalną. Ekspozycja została podzielona na działy: sztuka starożytna, sztuka późnego średniowiecza i ludowa, sztuka nowoczesna i współczesna sztuka narodowa, sztuka rosyjska, sztuka zachodnioeuropejska, numizmatyka i medale, sztuka orientalna. 

## Galeria

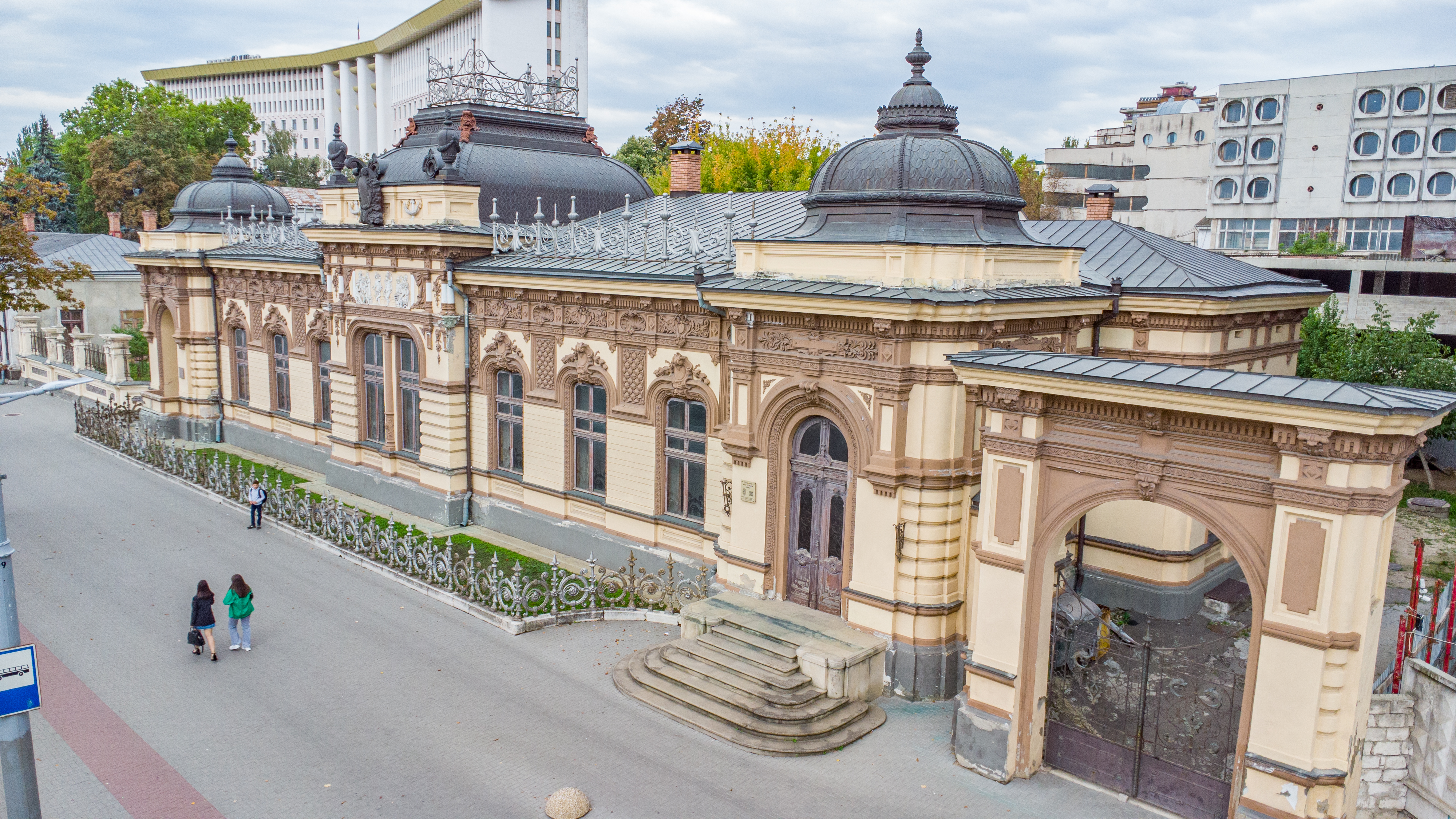
Willa V. Hertzy (2022)
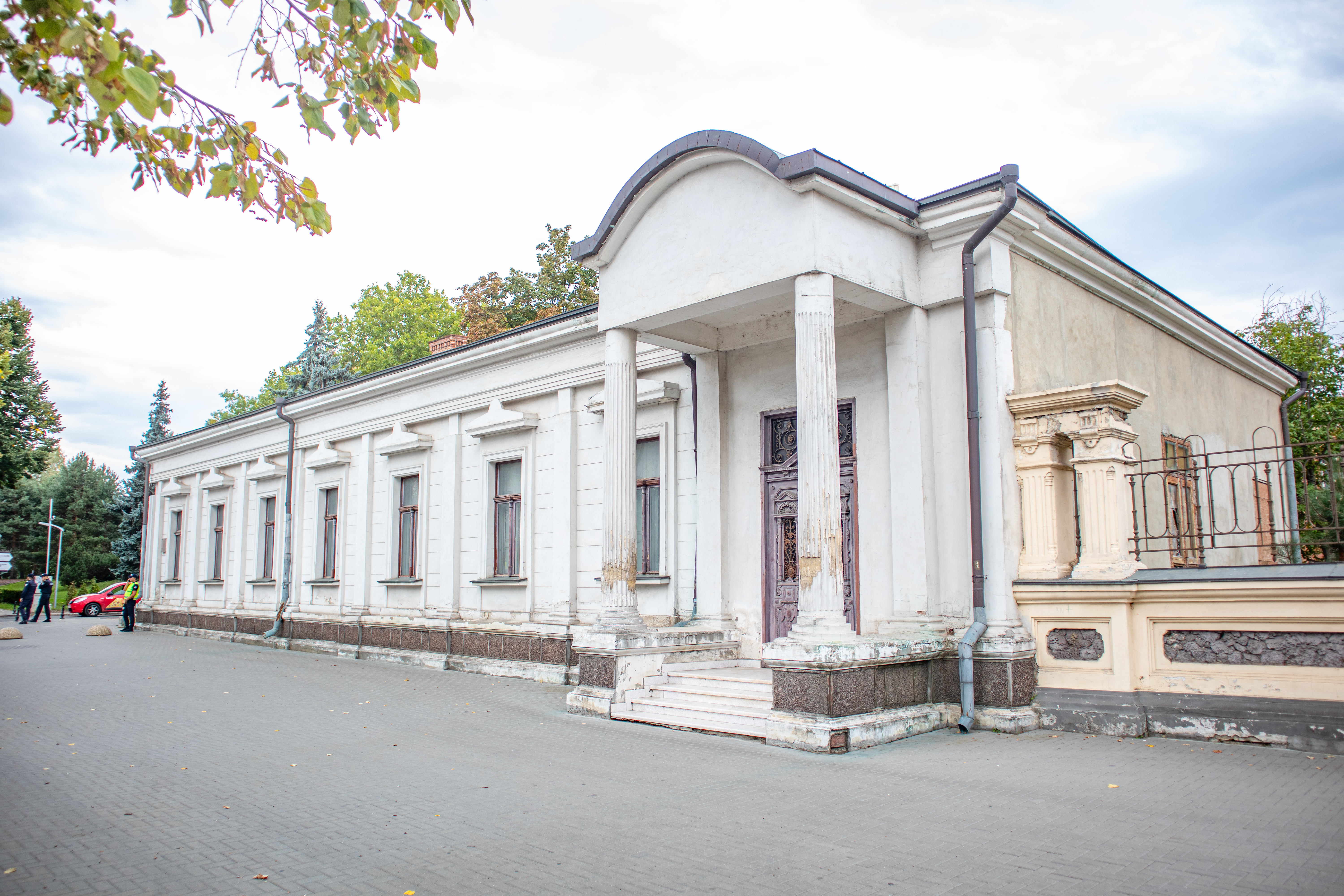
Willa M. Kligmana (2022)
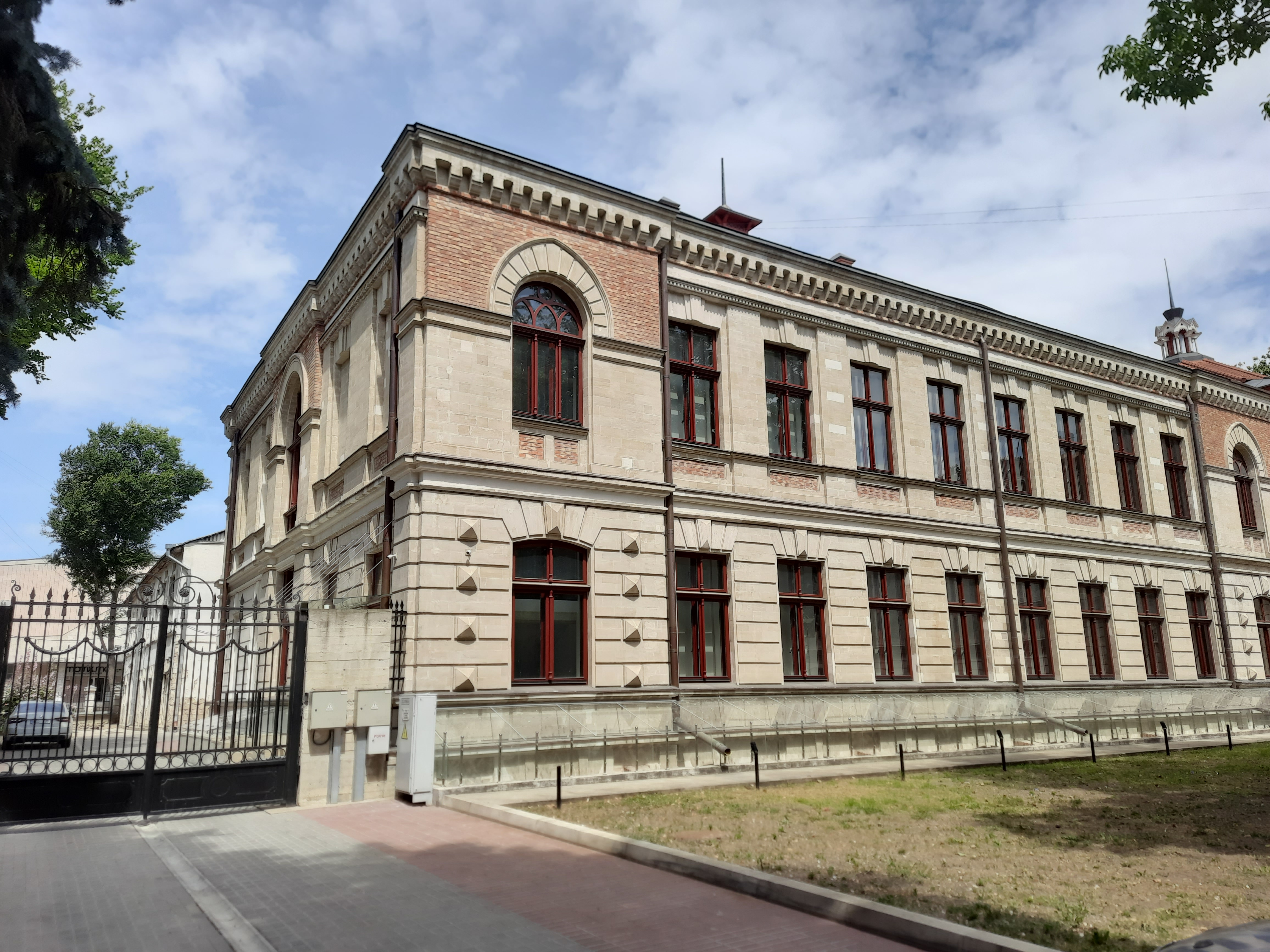
Gmach muzeum (2023)
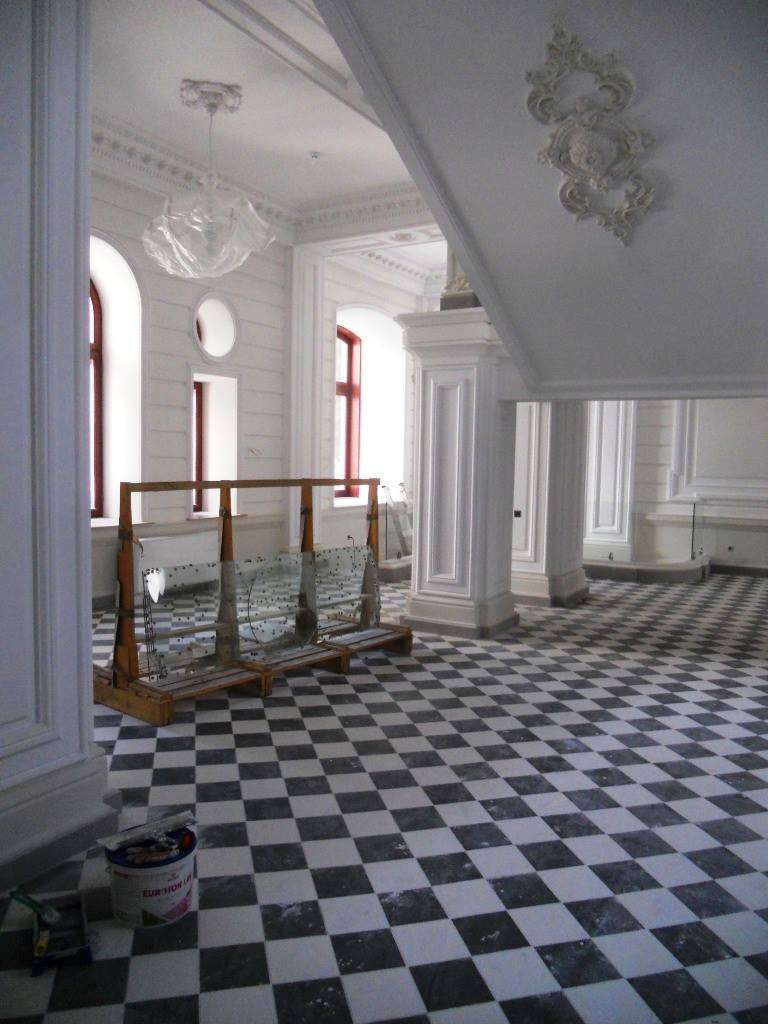
Wnętrze muzeum (2016)
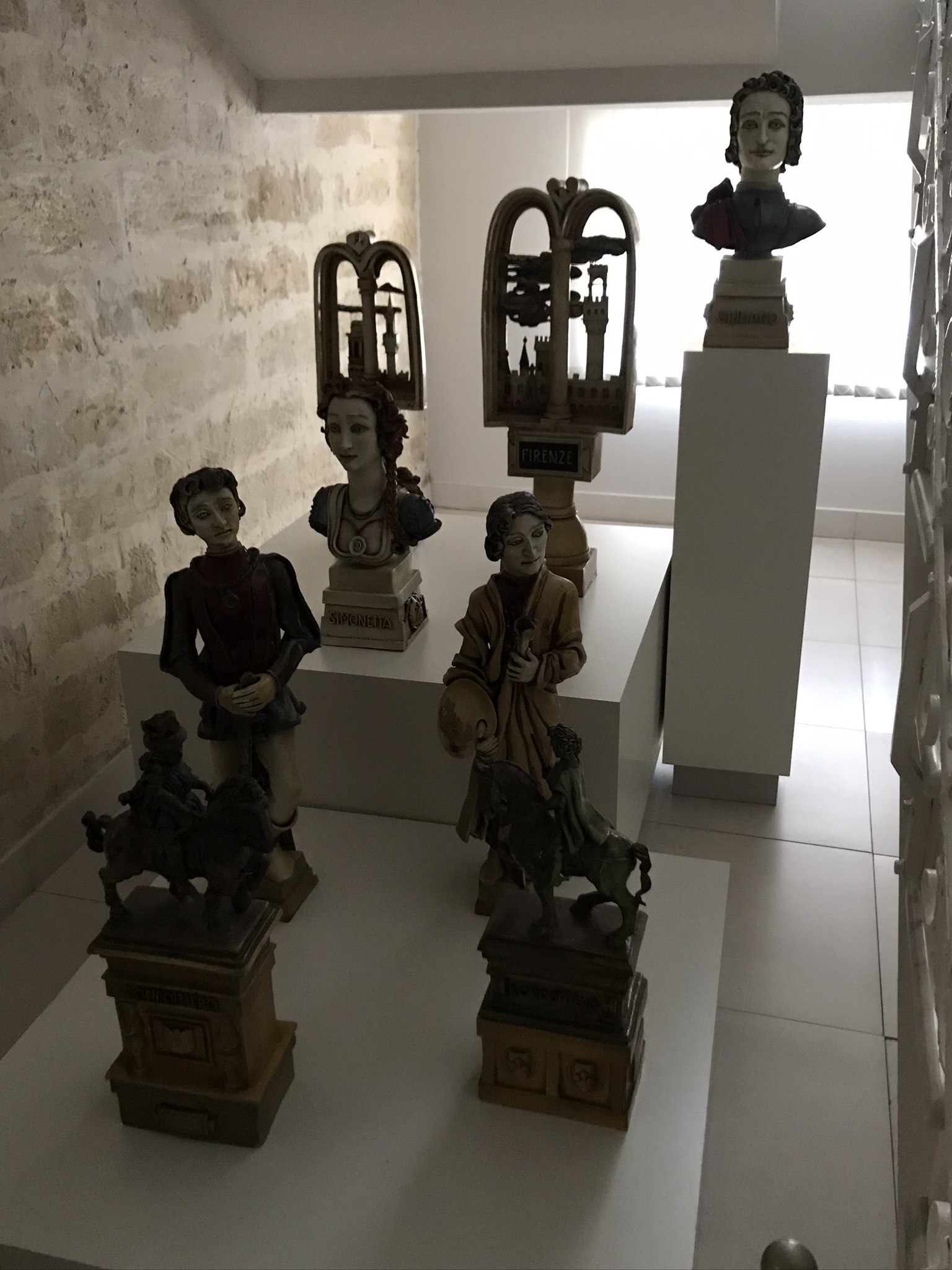
Wystawa rzeźb (2020)
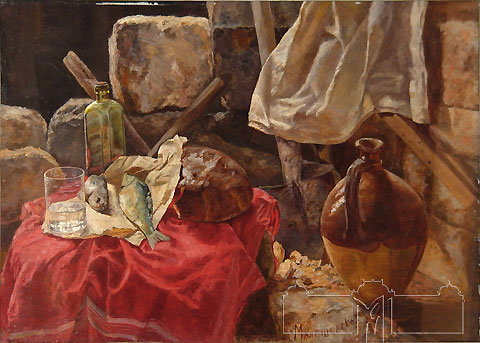
Eugenia Maleșevschi, Martwa natura
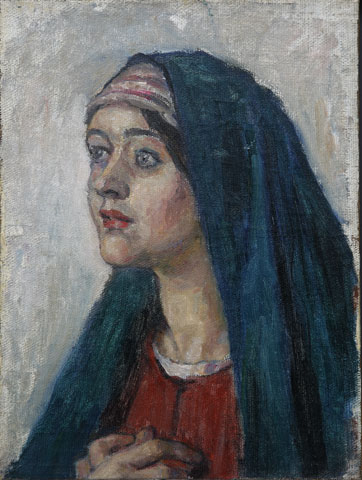
Wasilij Surikow, studium do obrazu Zwiastowanie
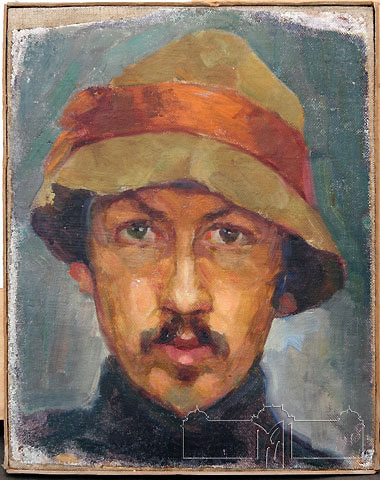
Alexandru Plămădeală(inne języki), Autoportret